# 감항인증
감항인증(堪航認證, Airworthiness certificate)은 항공기의 강도・구조・성능(이하 감항성)이 안전성 및 환경보전을 위한 기술상의 기준에 적합하는지 검사하여 그 기준에 적합하다고 정부가 인정하는 증명이다. ‘감항성’(Airworthiness, 堪航性)이란 항공기가 운용범위 내에서 비행안전에 적합하다는 것을 말한다.

## 개요
감항인증은 AC(Airworthiness Certificate)나 C of A(Certificates of Airworthiness)라고도 불리며, 항공기를 비행시키기 위해 필요한 증명이다.
감항인증의 기준에는 강도·구조·성능에 대한 기준, 소음의 기준, 발동기의 배출물의 기준이 있다. 강도·구조·성능에 대한 기준은 항공기 자체의 안전성을 확보하기 위한 것이다. 또한 소음의 기준과 발동기의 배출물의 기준은 환경에 대한 기준이다. 감항인증은 개별 기체가 이러한 각 기준을 충족하는지 여부를 결정한다.
감항성(Airworthiness)은 좁은 의미에서는 강도·구조·성능에 대한 기준을 말하고, 광의로는 거기에 소음의 기준이나 발동기의 배출물의 기준을 포함한다. 또한, 적합성 (Conformity)은 "기준이나 그 상세 항목에 적합하고 있는지 여부"라는 의미이다.
형식인증은 TC(Type Certificates)은 (군용) 항공기 설계가 기종별 감항인증 기준을 충족하여 비행안전에 적합하다는 인증을 말한다. 항공기 개발시에 필요한 증명으로 미리 개발 단계에서 설계나 제조 과정의 검사를 해 두는 것으로 감항인증 검사로 중복되는 부분의 검사를 생략할 수 있도록 하는 제도이며, 그 때문에 형식인증의 기준은 감항인증의 기준과 동일한 것을 이용하게 된다.
감항인증은 FA-50 등을 생산하고 한국의 경우 (군용기)의 경우, 방위사업청이 주관하며, 일본에서는 국토교통성, 미국에서는 연방항공국(FAA)이 인증을 하고 있다.